# Fosse Napoléon
La fosse Napoléon de la Compagnie des mines d'Anzin est un ancien charbonnage du bassin minier du Nord-Pas-de-Calais, situé à Denain. Commencée en août 1833 à quelques centaines de mètres de la fosse Turenne, elle commence à extraire en 1835. Bien que souffrant périodiquement du manque de main-d'œuvre, elle connaît à certaines périodes une exploitation importante, et très rentable. La liaison des fosses entre elles avec un aérage assuré par la fosse Bayard entraîne une concentration des fosses entre elles, ce qui vaut à la fosse Napoléon d'être définitivement abandonnée le 1er août 1864.
Au début du XXIe siècle, Charbonnages de France matérialise la tête du puits Napoléon.

## La fosse

### Fonçage
Le fonçage du puits de la fosse Napoléon commence en août 1833 à Denain. La Compagnie des mines d'Anzin l'entreprend à 1 080 mètres au nord-nord-ouest de sa fosse Villars, première fosse de la commune, et mise en chantier sept ans plus tôt, et à 500 mètres à l'ouest-nord-ouest de la fosse Turenne, commencée cinq ans plus tôt
L'orifice du puits est situé à l'altitude de 41 mètres. Le terrain houiller est atteint à la profondeur de 69 mètres. La fosse est baptisée en hommage à Napoléon Bonaparte, dit Napoléon Ier.

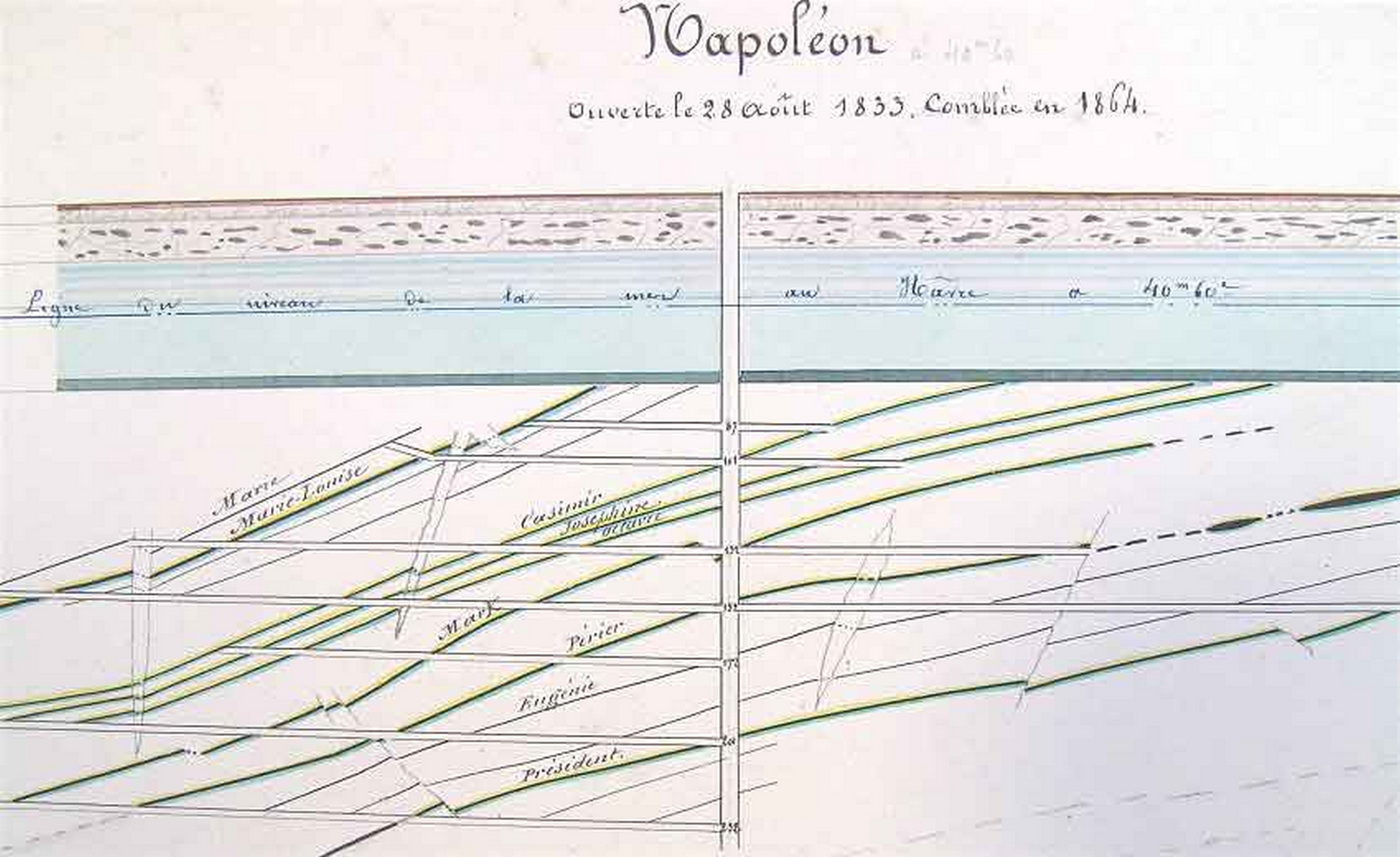
Coupe schématique des terrains.

### Exploitation
La fosse Napoléon commence à extraire en 1835, elle extrait cette année-là 6 909 tonneaux durant le premier semestre. Elle est reliée à la fosse Turenne pour l'aérage. Cinq ans plus tard, en 1840, la fosse Napoléon est la plus productive des fosses de la compagnie, devant Marie-Louise (qui exploite à 87 et 101 mètres), Joséphine (101 et 115 mètres), Casimir (115 mètres) et Renard (132 mètres). Quatre veines principales y sont exploitées, et le charbon qui en est tiré est réputé être un excellent charbon à coke.
Située à l'extrémité ouest de la commune, la fosse a souffert de la pénurie du personnel, étant donné que les hercheurs sont recrutés dans la commune limitrophe d'Escaudain, mais repartent dans leur village durant la saison de la fabrication du sucre. Malgré tout, le puits Napoléon est approfondi à 231 mètres et ses veines connaissent une exploitation intensive.
De la fosse sont extraits 51 962 tonneaux de 978 kilogrammes en 1847 et 53 000 tonneaux quatre ans plus tard. Ses veines Président, Périer, Mark et Marie-Louise y sont réputées les plus rentables à exploiter. La découverte du bassin minier du Pas-de-Calais entraîne une manque de main-d'œuvre dans cette fosse en 1854 car les mineurs sont embauchés par les nouvelles compagnies à des conditions plus avantageuses. Cette année-là, la production chute à 40 259 tonneaux. Cette production augmente à nouveau en 1856 où 59 633 tonneaux sont retirées de la seule veine Président, exploitée aux dépens des autres qui sont moins rentables.

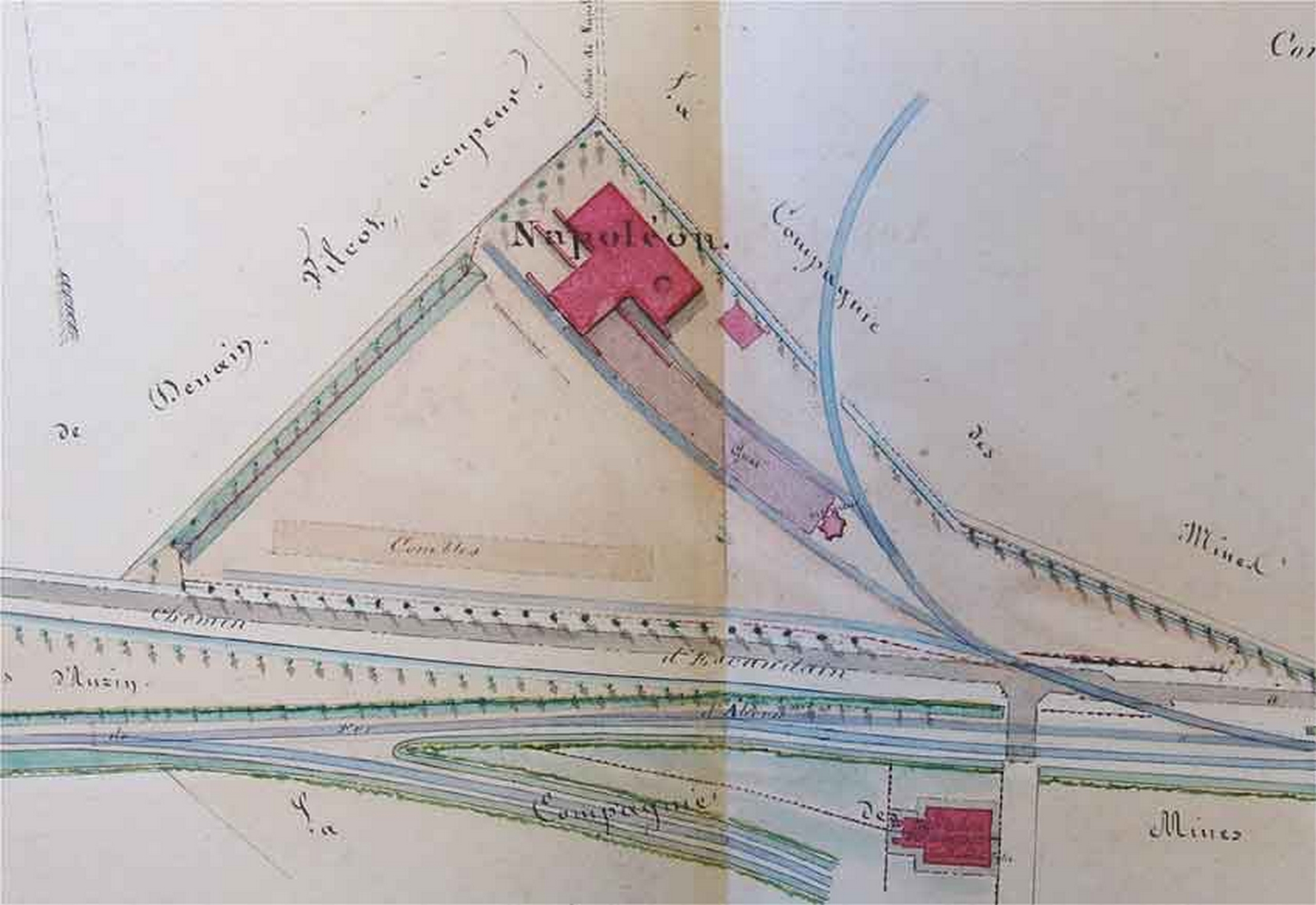
Plan des installations de surface.

Cette année-là, la fosse Napoléon est reliée par la veine Président aux fosses Casimir, Renard et Turenne. Le ventilateur de la fosse Bayard a été mis en service lorsque les fosses ont été reliées entre elles. La foyer d'aérage de la fosse Turenne est même devenu inutile. La compagnie décide d'exploiter ses fosses de manière plus efficiente, aussi, elle entreprend de les concentrer. La fosse Napoléon, située entre les fosses Turenne et Renard, est condamnée. L'extraction y est définitivement arrêtée le 1er août 1864. Les installations de surface n'auraient été détruites que dans les années 1970, après avoir été utilisées comme logements.

### Reconversion
Au début du XXIe siècle, Charbonnages de France matérialise la tête du puits Napoléon. Le BRGM y effectue des inspections chaque année.